# Aleksa Vidić
Aleksa Vidić (in serbo Алекса Видић?; Užice, 29 settembre 1994) è un calciatore serbo, difensore dello Širak.

## Carriera
Esordisce a livello professionale nello Sloboda Užice, squadra della sua città natale, rimanendovi fino al 2017.
Tra il 2018 e il 2019 gioca nel massimo campionato bielorusso, dapprima con lo Smaljavičy, poi col Minsk, giocando da titolare in ambedue le stagioni.
Nel 2020, dopo una breve parentesi montenegrina col Budućnost, ritorna in Serbia, esordendo nella Superliga serba con la maglia dello Zlatibor Čajetina. 
L'anno successivo, scende di categoria, accasandosi allo Radnički S. Mitrovica.
Nell'estate del 2022, firma per la formazione armena dello Širak.

## Palmarès

### Competizioni nazionali
- Supercoppa d'Armenia: 1

Širak: 2023